# Ellen (krater)
Ellen är en nedslagskrater med en diameter på 14 kilometer, på planeten Venus. Ellen har fått sitt namn efter det tyska kvinnonamnet Ellen.